# 巩德顺
巩德顺（1945年5月—），男，山东滕县人，中华人民共和国政治人物，曾任陕西省人民政府副省长，陕西省人大常委会副主任，第九届全国人大代表。